# Radzanów (Powiat Białobrzeski)
Radzanów ist ein Dorf sowie Sitz der gleichnamigen Landgemeinde im Powiat Białobrzeski der Woiwodschaft Masowien, Polen.

## Gemeinde
Zur Landgemeinde Radzanów gehören folgende 17 Ortschaften mit einem Schulzenamt:
Błeszno
Branica
Bukówno
Czarnocin
Grotki
Kadłubska Wola
Kozłów
Młodynie Dolne
Młodynie Górne
Ocieść
Podlesie
Radzanów
Ratoszyn
Rogolin
Smardzew
Śliwiny
Zacharzów
Żydy
Weitere Orte der Gemeinde sind Gołosze, Grabina, Kępina, Ludwików, Łukaszów, Podgórze und Wólka Kadłubska.